# Gynanisa maja
Gynanisa maja is een vlinder uit de familie nachtpauwogen (Saturniidae). De wetenschappelijke naam van de soort is, als Saturnia maja, voor het eerst geldig gepubliceerd in 1836 door Johann Christoph Friedrich Klug.

## Synoniemen
- Saturnia isis Duncan & Westwood, 1841
- Ancalaespina tata Wallengren, 1858